# Bela Jenbach
Bela Jenbach, eigentlich Béla Jacobowicz, (* 1. April 1871 in Miskolc, Österreich-Ungarn; † 21. Jänner 1943 in Wien) war ein österreichischer Schauspieler und Operettenlibrettist. Er war jüdischer Herkunft und Mitverfasser einiger bekannter Operettenlibretti. 

## Leben
Jenbach war der Bruder der Drehbuchautorin Ida Jenbach. 
Er kam im Alter von 18 Jahren nach Wien. Zuerst hielt er sich mit Gelegenheitsarbeiten und dem Schreiben von trivialer Literatur über Wasser. Seinen Verdienst investierte er in Sprechunterricht und zeigte sich dabei als äußerst begabter Schüler, da es ihm gelang, in kürzester Zeit seinen Akzent zu verlieren. Der Grundstein für seine Karriere war gelegt und er wurde an das Wiener Burgtheater engagiert. Dies nahm er zum Anlass, seinen Namen von Jacobowicz auf Jenbach zu ändern. Er erhoffte sich größere Anerkennung und wollte nicht sofort mit seinen jüdischen Wurzeln in Verbindung gebracht werden.
Deprimiert über den geringen Verdienst als Burgschauspieler kam er über die „Operettenbörse“ im Café Sperl zum Schreiben von Libretti. Lieber wäre er ein anerkannter Autor von Sprechstücken geworden, doch die Arbeit für Operettenkomponisten war einfach lukrativer.
In der NS-Zeit wurden seine Arbeitsbedingungen immer schlechter. Er dachte nicht daran, zu emigrieren. Ab 1940 versteckte er sich in einem Keller in der Nähe der Wiener Kaunitzgasse. Nach drei Jahren in diesem unfreiwilligen Kerker machten sich bei Jenbach starke körperliche Schmerzen bemerkbar. Er wurde mit Magenkrebs im Endstadium ins Krankenhaus eingeliefert und starb dort am 21. Jänner 1943. Er wurde auf dem Evangelischen Friedhof Matzleinsdorf beigesetzt.

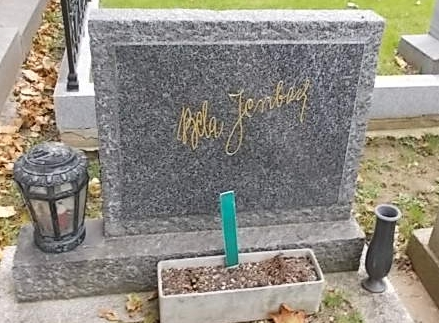
Bela Jenbach Grabstätte

Seine Frau, die Schauspielerin Anna Brandstätter, überlebte ihn nur um acht Tage. Sie starb am 29. Januar 1943 an Brustkrebs. Beider Tochter überlebte als Frau mit einem jüdischen Vater das NS-Regime in Wien.
Im Jahre 1955 benannte man die Jenbachgasse in Wien-Hietzing nach ihm.

## Werke
- Die Csárdásfürstin, 1915 (gemeinsam mit Leo Stein)
- Das Hollandweibchen, 1920 (gemeinsam mit Leo Stein)
- Die blaue Mazur, 1920 (gemeinsam mit Leo Stein)
- Paganini, 1925 (gemeinsam mit Paul Knepler)
- Der Zarewitsch, 1927 (gemeinsam mit Heinz Reichert)

## Trivia
Jenbach verewigte sich im dritten Akt der Csardasfürstin durch seinen Geburtsort. Der Fürst spricht von der geheirateten Bretteldiva aus Miskolc.